# Роберт Кастінґ
Роберт Кастінґ (англ. Robert Kasting, 28 серпня 1950) — канадський плавець.
Призер Олімпійських Ігор 1972 року.
Призер Панамериканських ігор 1967, 1971 років.